# Cangkir
Cangkir is een bestuurslaag in het regentschap Gresik van de provincie Oost-Java, Indonesië. Cangkir telt 6263 inwoners (volkstelling 2010).